# Hesse
Hesse, ou Héssia (em alemão:  Hessen; em latim: Hessia), é um dos 16 estados (Länder) da Alemanha, na região central do país. Ocupa uma superfície de aproximadamente 21 mil quilômetros quadrados e tem mais de seis milhões de habitantes, sendo o quinto estado mais povoado da Alemanha.

## Divisões administrativa

### Distritos
Os distritos rurais (Landkreise) no estado do Hesse são:
| | | |
| - Distrito do Alto Taunus (Hochtaunuskreis) - Bergstraße - Darmstadt-Dieburg - Distrito da Floresta de Oden (Odenwaldkreis) - Fulda - Gießen - Groß-Gerau | Hersfeld-Rotemburgo ( Hersfeld-Rotenburg ) Kassel Distrito do Lano-Dill ( Lahn-Dill-Kreis ) Limburgo-Veilburgo ( Limburg-Weilburg ) Marburgo-Biedenkopf ( Marburg-Biedenkopf ) Distrito do Meno-Kinzig ( Main-Kinzig-Kreis ) Distrito do Meno-Taunus ( Main-Taunus-Kreis ) | Offenbach Rheingau-Taunus Schwalm-Eder Distrito do Vogelsberg ( Vogelsbergkreis ) Waldeck-Frankenberg Werra-Meißner Distrito de Wetterau ( Wetteraukreis ) |

## Economia
O Hesse é uma das regiões mais ricas da Alemanha e da União Europeia. O produto interno bruto em 2007 foi de 215 661 milhões de Euros. No rendimento per capita, o Hesse alcança 139,3% da media europeia.

## Demografia
Em 2009 o Hesse tinha pouco mais de 6 milhões de habitantes, dos quais 719 840 cidadãos estrangeiros, isto é 11,9% da população. A maioria dos imigrados são turcos, italianos e polacos.
| Pos. | Pais                 | Número  |
| ---- | -------------------- | ------- |
| 1    | Turquia              | 176 710 |
| 2    | Itália               | 62 575  |
| 3    | Polónia              | 44 212  |
| 4    | Sérvia               | 37 710  |
| 5    | Croácia              | 29 806  |
| 6    | Grécia               | 27 786  |
| 7    | Marrocos             | 17 545  |
| 8    | Espanha              | 17 302  |
| 9    | Bósnia e Herzegovina | 17 218  |
| 10   | Estados Unidos       | 15 378  |
| 11   | Rússia               | 13 827  |
| 12   | Áustria              | 13 611  |
| 13   | Portugal             | 13 300  |
| 14   | Roménia              | 11 495  |
| 15   | França               | 10 999  |
| -    | outros               | 232 860 |

## Religião
Igreja Luterana 40,3%, Igreja Católica 25%.